# Rönnells antikvariat

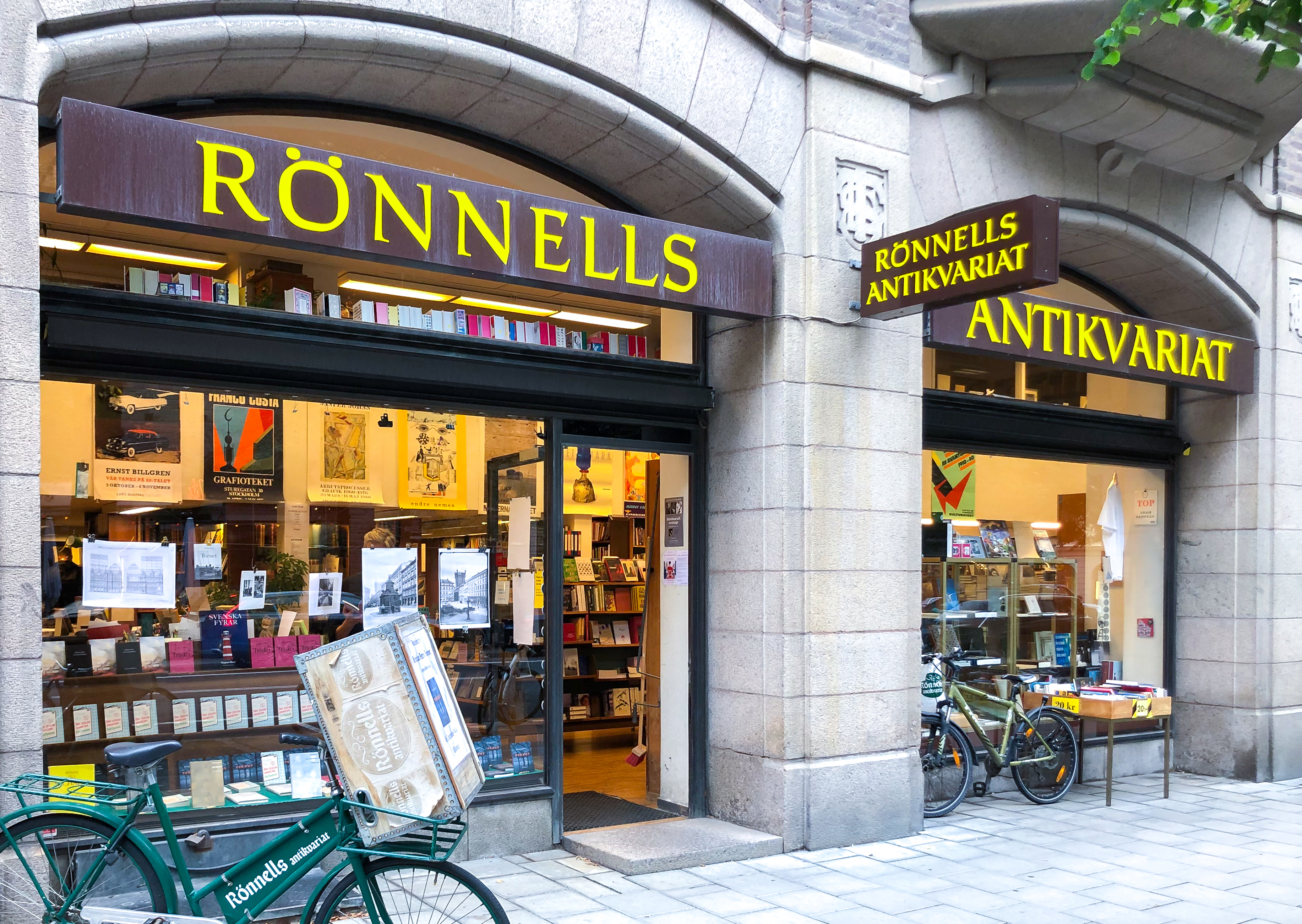
Rönnells antikvariat 2023.

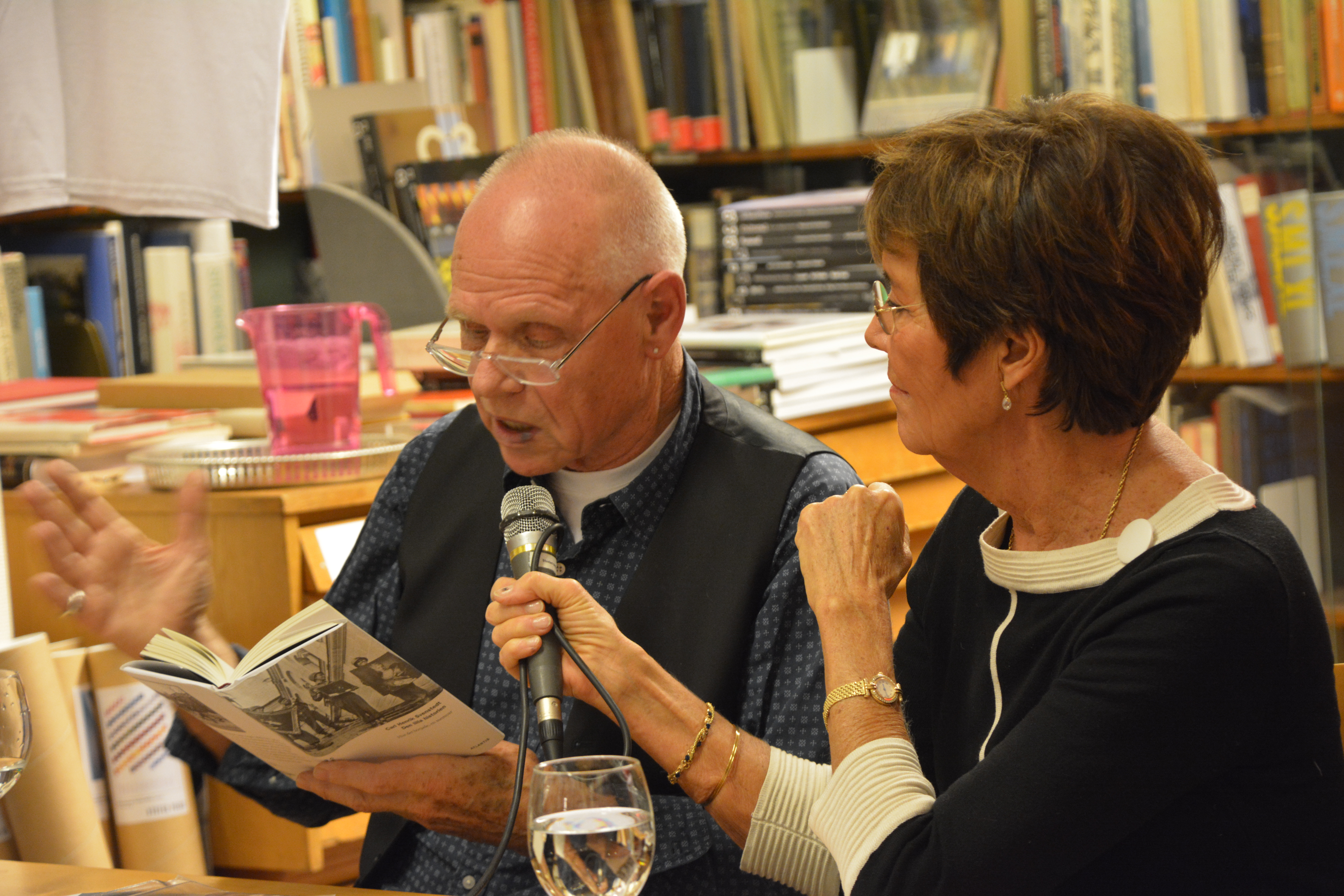
Carl Henrik Svenstedt och Ingela Lind på författarträff på Rönnells antikvariat 2014.

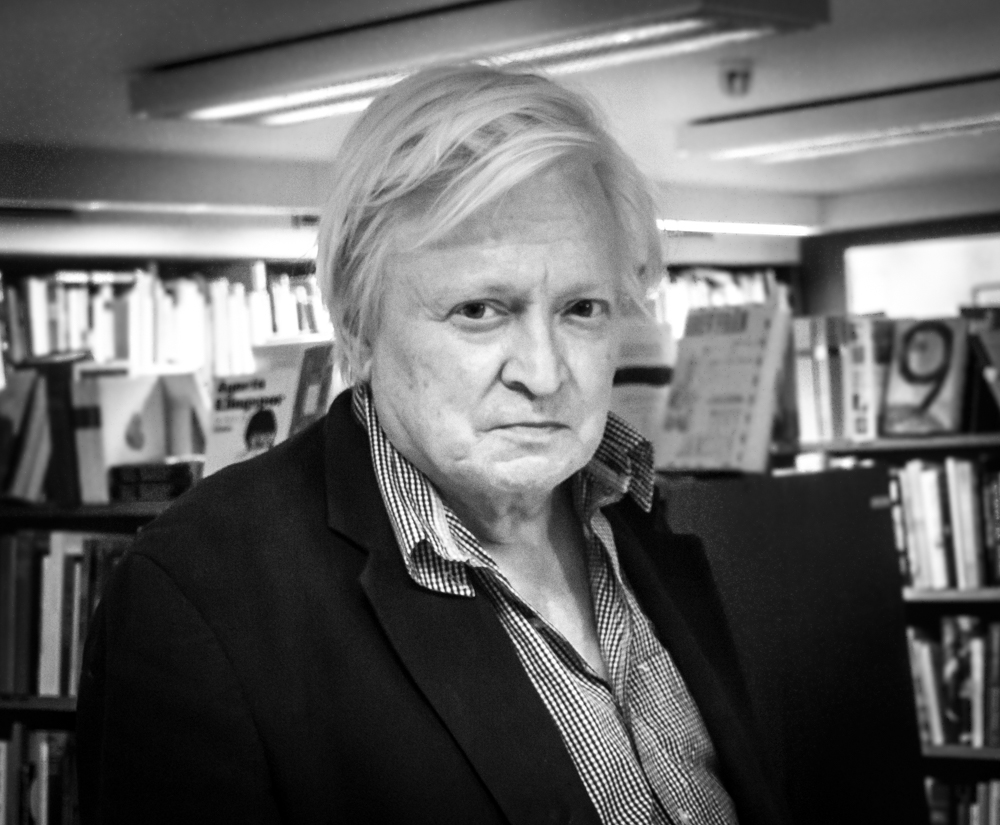
Stig Larsson på Rönnells antikvariat 2018.

Rönnells antikvariat är ett svenskt antikvariat i Trygghuset på Birger Jarlsgatan 32 i Stockholm. Det grundades 1929 och drivs sedan 1998 av personalen. Under 2000-talet har verksamheten expanderat till att omfatta bokutgivning, utställningar, bokpresentationer och konserter. För sin kulturella betydelse har antikvariatet mottagit ett flertal priser.

## Historik och inriktning
Rönnells antikvariat grundades 1929 av Gösta Rönnell, och 1930 gavs dess första antikvariatskatalog ut. Grundarens son Per Rönnell tog över firman 1980 och drev den till sin död 1998, då den blev personalägd. 
Rönnells saluför cirka 100 000 böcker, från sina lokaler i tre plan på Birger Jarlsgatan. Det är ett av de mer etablerade antikvariaten i Stockholm och ses genom sina författaraftnar, konserter, föredrag och utställningar på flera håll som en viktig aktör i Stockholms kulturliv. År 2013 uppmärksammades antikvariatet dock genom att det riskerade nedläggning, på grund av kraftigt ökade hyreskostnader. Konkurrensen genom bokförsäljning på internet har på senare år också halverat priserna på samlarböcker.
Sedan 2001 har Rönnells förlagsverksamhet med modernistisk och patafysisk inriktning. Bland annat har man givit ut skrifter av Ernst Elis Eriksson, Åke Hodell, Jan Erik Vold och Kristian Petri.
Antikvariatet har ett allmänt sortiment med viss tonvikt på skönlitteratur, konst och akademisk litteratur. Rönnells har förvärvat och sålt flera författares privata bibliotek, ofta med tryckt katalog, bland andra Vilhelm Mobergs, Karl Vennbergs, Åke Hodells och Mats B:s boksamlingar.
Sedan år 2013 använder sig Rönnells antikvariat även av Instagram i marknadsföringen av sina böcker.

## Priser och utmärkelser
- 2013 – Extra pris från Svenska Akademien på 100 000 kronor[1]
- 2015 – Lidmanpriset[6]
- 2023 – Stockholms stads hederspris i litteratur[7]